# Anomalophylla qinlingensis
Anomalophylla qinlingensis är en skalbaggsart som beskrevs av Ahrens 2005. Anomalophylla qinlingensis ingår i släktet Anomalophylla och familjen Melolonthidae. Inga underarter finns listade i Catalogue of Life.